# Vivinus

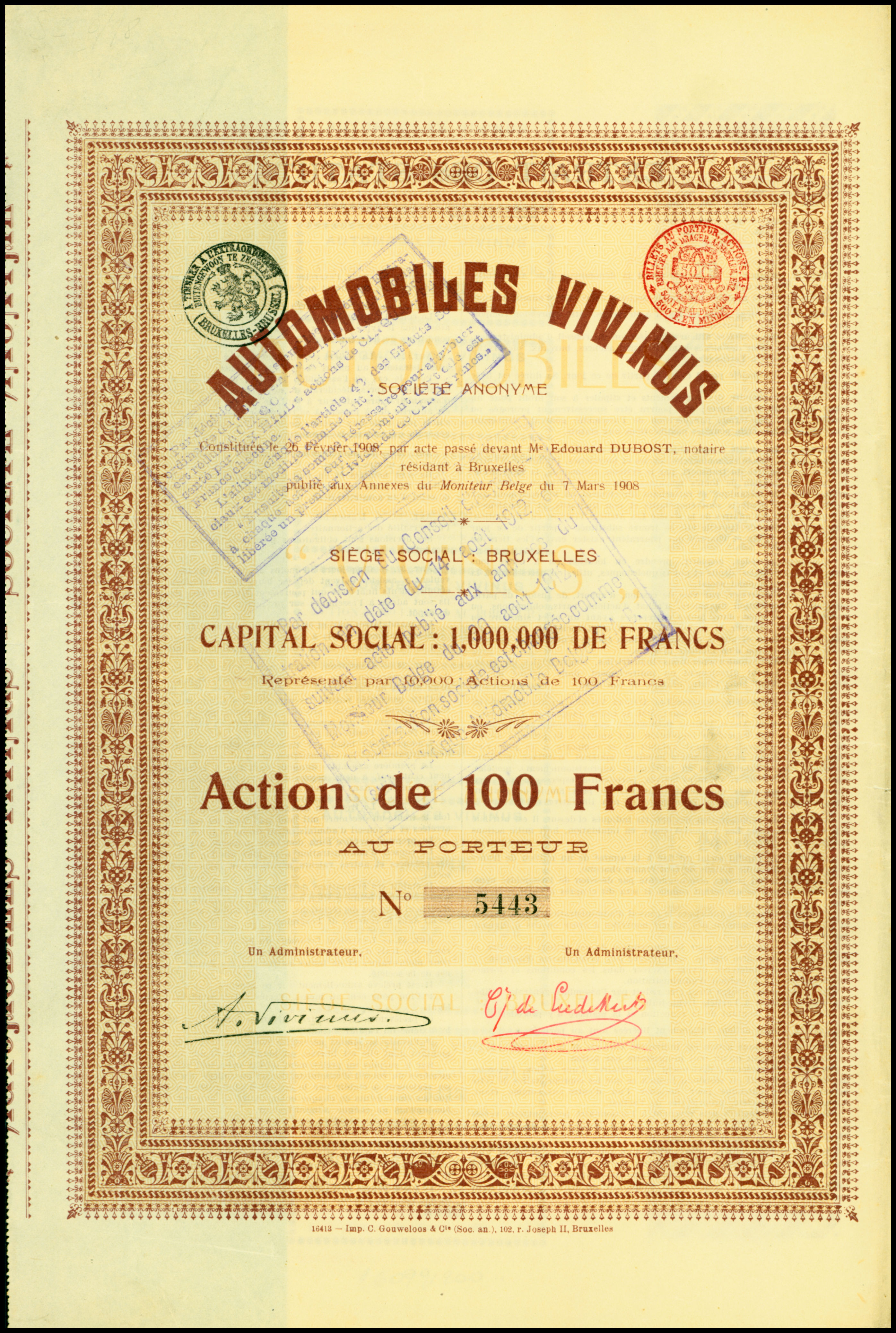
Acción de 100 francos de Automobiles Vivinus SA (1908)

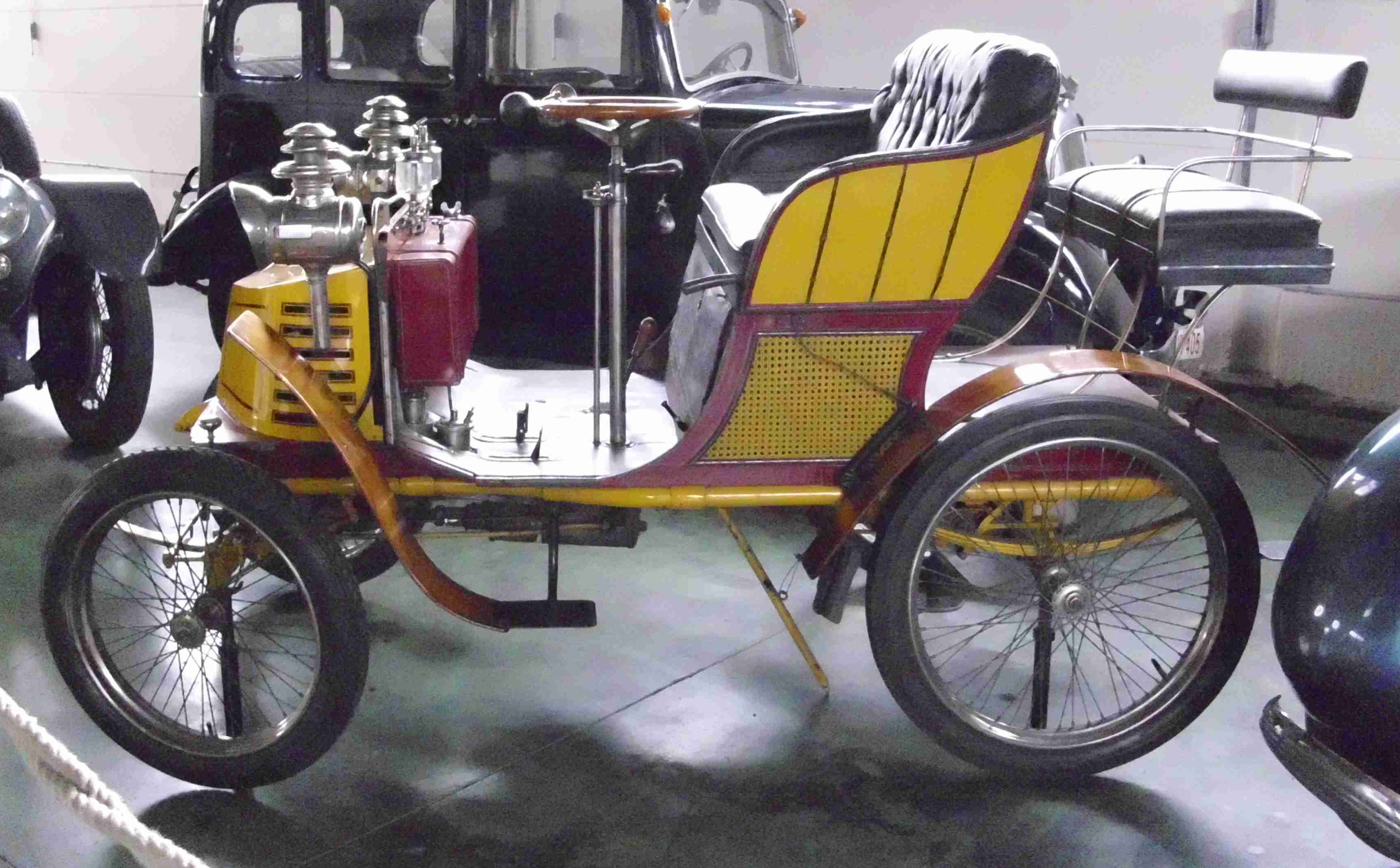
Vivinus de 1900

Vivinus fue una empresa fabricante de automóviles de Bélgica, con sede en Schaarbeek, Bruselas.  El nombre original de la compañía en francés era SA d'Automobiles Vivinus, anteriormente Ateliers Vivinus SA. La empresa fue fundada en 1890 por Alexis Vivinus (1860-1929), siendo liquidada en 1912.

## Historia de la empresa
El ingeniero Alexis Vivinus y Jacques de Liedekerke fundaron en 1899 en Schaerbeek la empresa Ateliers Vivinus SA, dedicada a la producción de automóviles. El nombre de la marca de sus vehículos era "Vivinus". La compañía cambió su nombre a Automobiles Vivinus SA en 1908. En 1911 entró en liquidación, al mismo tiempo que Alexis Vivinus abandonó la compañía. La producción finalizó en 1912, retomando después la producción la Fabrique Automobile Belge bajo su propio nombre.

## Vehículos
Desde 1899 hasta 1901 se produjeron 152 unidades del primer modelo, dotado con un motor monocilíndrico. A partir de 1900 siguieron los modelos 7 CV y 9 CV con motor bicilíndrico. En 1901, se fabricó otro modelo, con un motor también monocilíndrico de 638 cc de origen De Dion-Bouton. De 1902 a 1906, se fabricó el modelo 15/18 CV, también llamado 'La Routière', con un motor V4. Desde 1907 hasta 1912, se ofrecieron cuatro modelos diferentes de cuatro cilindros: el Tipo A 24/30 HP con motor de 4156 cc, el Tipo L 22/28 HP de 3742 cc, el Tipo N 20/24 HP de 3500 cc y el Tipo O 12/14 HP con 2799 cc de cilindrada. En 1910 se seguía produciendo el Tipo P 10/12 HP, con motor de 1944 cc.
La casa de subastas Bonhams subastó un vehículo Vivinus el 3 de noviembre de 2017 por 67.001 euros.
Dos vehículos del tipo 7 CV se exhiben en los museos de automóviles de Leuze-en-Hainaut y de Gjern en Dinamarca.